# Simon Jenko
Simon Jenko (ur. 27 października 1835 w Podrečy, zm. 18 października 1869 w Kranju) – słoweński pisarz.

## Życiorys
Ukończył prawo na Uniwersytecie Wiedeńskim. Należał do pokolenia artystów, którzy zaczęli tworzyć po Wiośnie Ludów. Jego twórczość cechował realizm i katastrofizm.

## Wybrane publikacje
(opracowano na podstawie materiału źródłowego)
- Tilka i Jeprški učitelj (1858)
- Pesmi (1865)
- Obujenke
- Obrazi